# Jamuna
Jamuna je reka v Indiji, drugi največji pritok Gangesa in njegov najdaljši v Indiji. Izvira iz ledenika Jamunotri na jugozahodnem pobočju masiva Bandarpunč na nadmorski višini 3293 m v Mali Himalaji, nakar teče v dolžini 1376 km proti jugu in jugovzhodu do izliva v Ganges pri Alahabadu. Porečje obsega 366.223 km², kar predstavlja 40,2 % vsega porečja Gangesa.
V svojem toku prečka več indijskih zveznih držav in ozemelj: izvir je v Utarakandu, nakar od sotočja z reko Tons tvori mejo med Utarakandom in Himačal Pradešem, nato pa med Harjano in Utar Pradešem. Na koncu zgornjega toka prečka Ozemlje državnega glavnega mesta Delhi. Od tam teče spet po meji med Utarakandom in Utar Pradešem, po približno 100 km pa znotraj Utar Pradeša mimo mesta Agra do sotočja z največjim pritokom, Čambalom. Skupna reka nato pod imenom Jamuna nadaljuje tok proti jugovzhodu do izliva v Ganges. Na poti preko indo-gangeškega nižavja tvori izjemno rodovitno aluvialno regijo Doab med Jamuno in Gangesom.
Od Jamune je odvisnih skoraj 57 milijonov ljudi, predstavlja denimo skoraj tri četrtine zaloge vode za Delhi. Njen letni tok znaša 97 milijard kubičnih metrov vode, od tega ljudje porabijo štiri milijarde (skoraj vse za namakanje). Podobno kot Ganges je predmet čaščenja v Hinduizmu, kot boginja Jamuna. Po hindujskem izročilu je hči boga sonca Surje in sestra boga smrti Jame, imenujejo jo tudi Jami. Legenda pravi, da kopanje v njeni sveti vodi odreši človeka trpljenja smrti. Sotočje (Triveni Sangam) z Gangesom je kraj pomembnega hindujskega festivala Kumb Mela, ki se odvija vsakih 12 let.
V zgornjem toku, približno 375 km dolžine, je kakovost vode razmeroma dobra, v Delhiju pa se vanjo izlivajo številni manjši, a močno onesnaženi pritoki, ter nekaj neposrednih iztokov iz kanalizacije, zato je Jamuna vse od tam do sotočja s Čambalom izjemno onesnažena; odsek med jezovoma Vazirabad in Okla v Delhiju je dolg 22 km, manj kot 2 % dolžine reke, a prispeva skoraj 80 % onesnaženosti.